# Държавно устройство на Монако
Монако е княжество, конституционна монархия, и се управлява от принц.

## Законодателна власт
Законодателната власт принадлежи на принца и на Националния съвет, който се състои от 18 депутати и се избира на всеки 5 години. Националният съвет може единствено да прави законодателни предложения, на които правителството на Княжеството е длъжно да отговори в рамките на определен период от време. Въпреки това, той е свързан със законодателната работа (проекти, изменения, дебати и т.н.).

## Изпълнителна власт
Изпълнителната власт принадлежи на Правителствен съвет, начело на който стои министър-председател.

## Съдебна власт
Монархът назначава съдиите във Върховния съд, някои от кандидатите са представени от Националния съвет.